# Andreas Bussæus
Andreas Bussæus, född 1679 i Norge, död 1735, var en dansk skriftställare.
Bussæus, som var polismästare i Helsingör, författade åtskilliga filologiska och historiska arbeten, bland vilka senare kan nämnas Kong Frederik IV:s Dagregister (1770; på tyska 1773), som utgör en ganska viktig källskrift till Fredrik IV:s 
historia. År 1733 utgav han en latinsk översättning av Are Frodes "Islendingabok".